# Tichwino (Kaliningrad)
Tichwino (russisch Тихвино, deutsch Pickeln) ist ein verlassener Ort im Rajon Nesterow der russischen Oblast Kaliningrad.
Die Ortsstelle befindet sich vier Kilometer nordwestlich von Tschistyje Prudy (Tollmingkehmen/Tollmingen).

## Geschichte
Pickeln war um 1780 ein meliertes Dorf mit 13 Feuerstellen. 1874 wurde die Landgemeinde Pickeln dem neu gebildeten Amtsbezirk Waldaukadel im Kreis Goldap zugeordnet. 1928 wurden der Gutsbezirk Waldaukadel und die beiden Landgemeinden Czerwonnen (s. u.) und Raudohnen (s. u.) an die Landgemeinde Pickeln angeschlossen. Auch der Amtsbezirk Waldaukadel übernahm 1939 den Namen Pickeln.
Im Oktober 1944 wurde der Ort von der Roten Armee besetzt. Er gehörte fortan mit dem nördlichen Ostpreußen zur Sowjetunion. 1950 erhielt Pickeln, allerdings ohne Waldaukadel, das wieder eigenständig den Namen Stepnoje erhielt, den russischen Namen Tichwino und wurde dem Dorfsowjet Tschistoprudenski selski Sowet im Rajon Nesterow zugeordnet. Tichwino wurde vor 1975 aus dem Ortsregister gestrichen.

### Einwohnerentwicklung
| Jahr | Einwohner | Bemerkungen                                          |
| ---- | --------- | ---------------------------------------------------- |
| 1867 | 171       |                                                      |
| 1871 | 168       |                                                      |
| 1885 | 186       |                                                      |
| 1905 | 134       |                                                      |
| 1910 | 144       |                                                      |
| 1933 | 343       | Einschließlich Czerwonnen, Raudohnen und Waldaukadel |
| 1939 | 277       |                                                      |

### Czerwonnen (Bohndorf)
54° 28′ 11″ N, 22° 23′ 46″ O
Czerwonnen war um 1780 ein meliertes Koloniedorf mit sechs Feuerstellen. 1874 wurde die Landgemeinde Czerwonnen dem Amtsbezirk Waldaukadel zugeordnet. Zur Unterscheidung zum ebenfalls im Kreis Goldap gelegenen Czerwonnen, das zum Kirchspiel Goldap gehörte, erhielt dieses Czerwonnen den Beinamen Kirchspiel Tollmingkehmen. 1928 wurde die Landgemeinde Czerwonnen an die Landgemeinde Pickeln (s. o.) angeschlossen. 1938 wurde der Ortsteil in Bohndorf umbenannt. Ob er nach 1945 noch wiederbesiedelt wurde, ist unbekannt.

#### Einwohnerentwicklung
| Jahr | Einwohner |
| ---- | --------- |
| 1867 | 49        |
| 1871 | 50        |
| 1885 | 48        |
| 1905 | 31        |
| 1910 | 35        |

### Raudohnen (Grasberg)
54° 28′ 38″ N, 22° 24′ 10″ O
Raudohnen war um 1780 ein meliertes Dorf mit acht Feuerstellen. 1874 wurde die Landgemeinde Raudohnen dem Amtsbezirk Waldaukadel zugeordnet. 1928 wurde die Landgemeinde Raudohnen an die Landgemeinde Pickeln (s. o.) angeschlossen. 1938 wurde der Ortsteil in Grasberg umbenannt.
Laut Karte war dieser Ortsteil nach 1945 der Siedlungsschwerpunkt von Tichwino.

#### Einwohnerentwicklung
| Jahr | Einwohner |
| ---- | --------- |
| 1867 | 141       |
| 1871 | 136       |
| 1885 | 116       |
| 1905 | 89        |
| 1910 | 86        |

## Kirche
Pickeln und auch die eingemeindeten Orte gehörten zum evangelischen Kirchspiel Tollmingkehmen.